# Abani járás
Az Abani járás (oroszul: Абанский район) Oroszország egyik járása a Krasznojarszki határterületen. Székhelye Aban.

## Népesség
- 2002-ben 26 783 lakosa volt.
- 2010-ben 22 580 lakosa volt.